# 阿尔韦勒县
阿尔韦勒县（德語：Landkreis Ahrweiler）是德国莱茵兰-普法尔茨州北部的一个县，首府巴特诺因阿尔-阿尔韦勒。

## 地理
阿尔韦勒县北面与北莱茵-威斯特法伦州的奥伊斯基兴县、莱茵-锡格县和波恩市，东面与新维德县，南面与迈恩-科布伦茨县，西南面与艾费尔火山县相邻。